# Richard Arlen

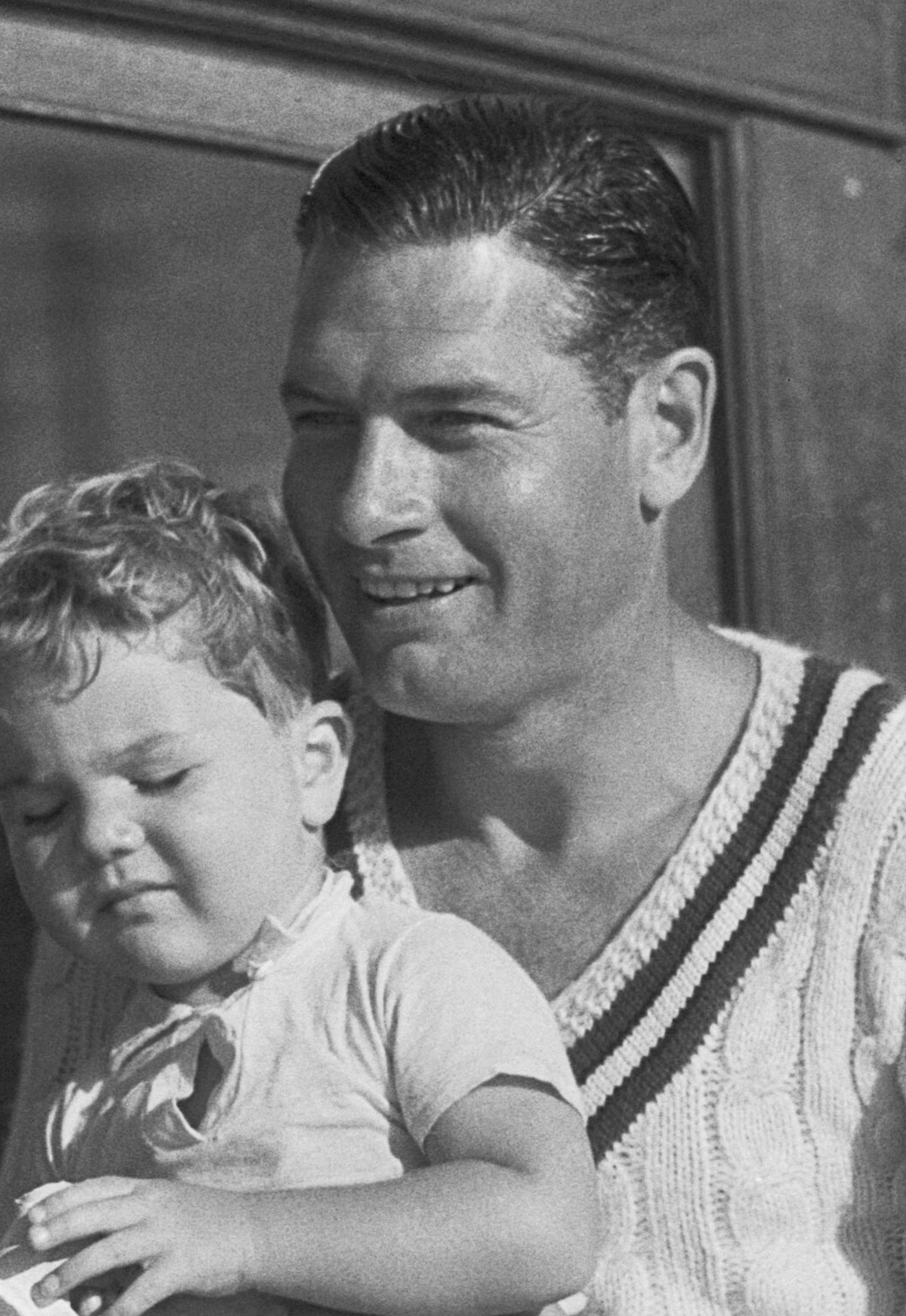
Richard Arlen mit seinem Sohn (1935)

Richard Arlen (* 1. September 1900 in Charlottesville, Virginia; † 29. März 1976 in Hollywood, Kalifornien; gebürtig Cornelius Richard Van Mattimore) war ein US-amerikanischer Schauspieler, der in mehr als 150 Produktionen mitwirkte.

## Leben
Vor seiner Karriere im Filmgeschäft diente Arlen im Ersten Weltkrieg als Pilot im Royal Canadian Flying Corps. Seine erste Rolle spielte er 1921 in dem Film Ladies Must Live, im Abspann wurde er jedoch nicht genannt. Er trat in zahlreichen Stummfilmen auf, darunter in dreien des Regisseurs William A. Wellman. Eine seiner bekanntesten Rollen spielte Arlen gegen Ende der Stummfilmzeit als Pilot in Wellmans Kriegsdrama Wings, der auf der ersten Oscarverleihung den Oscar als Bester Film erhielt.
Arlen gelang Ende der 1920er-Jahre der Wechsel in den Tonfilm. Zahlreiche B-Filme der 1930er und 1940er Jahre weisen ihn als Actionstar der damaligen Zeit aus, wenngleich ihm der Sprung unter die großen Hollywood-Stars nie gelang. 1932 hatte er die Heldenrolle in dem klassisch gewordenen Horrorfilm Insel der verlorenen Seelen an der Seite von Charles Laughton und Bela Lugosi. In den 1950er und 1960er Jahren trat er mehrfach auch im Fernsehen auf, blieb aber auch weiterhin insbesondere mit Nebenrollen in Western als Kinodarsteller aktiv. Arlen arbeitete praktisch bis zu seinem Tod, posthum erschien 1977 noch sein letzter Film Ferien mit einem Wal.
Richard Arlen war insgesamt drei Mal verheiratet. Aus der Ehe mit der Schauspielerin Jobyna Ralston in den Jahren 1927 bis 1943 stammt ein Sohn.
Ihm zu Ehren gibt es einen Stern auf dem Hollywood Walk of Fame. Arlen starb 1976 im Alter von 75 Jahren. Sein Grab befindet sich auf dem Holy Cross Cemetery in der kalifornischen Stadt Culver City.

## Filmografie (Auswahl)
- 1921: Ladies Must Live
- 1923: Hollywood
- 1926: Korsaren (Old Ironsides)
- 1926: Riff und Raff im Weltkrieg (Behind the Front)
- 1926: Die Farm auf dem Hügel (The Enchanted Hill)
- 1927: Wings
- 1927: Die Tochter des Scheichs (She’s a Sheik)
- 1928: Steckbrieflich verfolgt (Ladies of the Mob)
- 1929: Sie nannten ihn Thunderbolt (Thunderbolt)
- 1929: Der Mann aus Virginia (The Virginian)
- 1930: Paramount-Parade (Paramount on Parade)
- 1930: Der Autowüstling (Burning Up)
- 1932: Tiger-Hai (Tiger Shark)
- 1932: Sky Bride
- 1932: Insel der verlorenen Seelen (Island of Lost Souls)
- 1933: Ein Stück vom Mond (Three-Cornered Moon)
- 1933: Alice im Wunderland (Alice in Wonderland)
- 1934: She Made Her Bed
- 1937: Künstlerball (Artists and Models)
- 1940: Danger on Wheels
- 1943: Alaska Highway
- 1944: The Lady and the Monster
- 1947: Buffalo Bill greift ein (Buffalo Bill Rides Again)
- 1948: When My Baby Smiles at Me
- 1948: Wildfeuer, der schwarze Hengst (The Return of Wildfire)
- 1950: Reiter ohne Gnade (Kansas Raiders)
- 1951: Die silberne Stadt (Silver City)
- 1952: Flucht vor dem Feuer (The Blazing Forest)
- 1952: Herrin der Gesetzlosen (Hurricane Smith)
- 1952: Die roten Teufel von Arizona (Flaming Feather)
- 1953: Jagdstaffel z.b.V. (Sabre Jet)
- 1954: Nachts am Teufelspunkt (Devil's Point)
- 1956: Der Berg der Versuchung (The Mountain)
- 1956: Galgenfrist (Hidden Guns)
- 1959: Warlock
- 1960: Die rote Schwadron (The Canadians)
- 1961: Der Held der Etappe (The Last Time I Saw Archie)
- 1962: Stahlhagel (The Young and the Brave)
- 1963: Das Gesetz der Gesetzlosen (Law of the Lawless)
- 1964: Der Kandidat (The Best Man)
- 1965: Colorado Saloon 12 Uhr 10 (The Bounty Killer)
- 1965: FBI jagt Phantom (The Human Duplicators)
- 1965: Revolver diskutieren nicht (Town Tamer)
- 1965: Schwarze Sporen (Black Spurs)
- 1965: Die Apachen (Apache Uprising)
- 1965: Wyoming Bravados (Waco)
- 1966: Der blutige Westen (Red Tomahawk)
- 1966: Sheriff Johnny Reno (Johnny Reno)
- 1966: Texas-Desperados (Hostile Guns)
- 1966: Der Weg nach Nashville (Road to Nashville)
- 1967: Die gesetzlosen Drei (Fort Utah)
- 1967: Shadok (Buckskin)
- 1968: Schlacht um Anzio (Lo sbarco di Anzio)
- 1975: Abenteuer der Lüfte (The Sky's the Limit)
- 1976: Won Ton Ton – der Hund, der Hollywood rettete (Won Ton Ton: The Dog Who Saved Hollywood)
- 1977: Ferien mit einem Wal (A Whale of a Tale)